# Macrosiphoniella asterophagum
Macrosiphoniella asterophagum är en insektsart. Macrosiphoniella asterophagum ingår i släktet Macrosiphoniella och familjen långrörsbladlöss. Inga underarter finns listade i Catalogue of Life.